# Supercopa d'Espanya de futbol 2018
La Supercopa d'Espanya de futbol 2018 fou la 35a edició de la Supercopa d'Espanya, una competició futbolística que enfronta el campió de la lliga espanyola amb el de la copa.
En aquest cas, i pels problemes de calendari, es va disputar de forma excepcional a partit únic, el 12 d'agost de 2018, a Tànger, al Marroc, entre l'equip campió de la lliga 2017-18 i de la copa 2017-18, el FC Barcelona, i el finalista de la copa 2017-18, el Sevilla FC.
El Barça va ser el campió del trofeu, després de guanyar el partit per 2 a 1. El partit fou emès per RTVE a través de La 1, i assolí una mitjana del 36.5% d'audiència i 4,785,000 espectadors.

## Partit
| Sevilla FC | 1-2     | FC Barcelona            |
| ---------- | ------- | ----------------------- |
| Sarabia 9' | Informe | Piqué 42' · Dembélé 78' |

| Sevilla | Barcelona |

| GK           | 13 | Tomáš Vaclík        |       |     |
| CB           | 25 | Gabriel Mercado     |       | 85' |
| CB           | 4  | Simon Kjær          |       |     |
| CB           | 3  | Sergi Gómez         |       |     |
| RM           | 16 | Jesús Navas         |       |     |
| CM           | 10 | Éver Banega         |       |     |
| CM           | 7  | Roque Mesa          | 69'   |     |
| CM           | 17 | Pablo Sarabia       |       | 71' |
| LM           | 18 | Sergio Escudero (c) |       |     |
| CF           | 22 | Franco Vázquez      | 24'   |     |
| CF           | 14 | Luis Muriel         |       | 60' |
| Substituts:  |    |                     |       |     |
| GK           | 32 | Juan Soriano        |       |     |
| DF           | 6  | Daniel Carriço      |       |     |
| MF           | 5  | Ibrahim Amadou      |       |     |
| MF           | 11 | Aleix Vidal         | 90+4' | 71' |
| FW           | 8  | Nolito              |       |     |
| FW           | 9  | Wissam Ben Yedder   |       | 85' |
| FW           | 12 | André Silva         |       | 60' |
| Entrenador:  |    |                     |       |     |
| Pablo Machín |    |                     |       |     |

| GK               | 1  | Marc-André ter Stegen | 90'   |     |
| RB               | 2  | Nélson Semedo         |       |     |
| CB               | 3  | Gerard Piqué          |       |     |
| CB               | 15 | Clément Lenglet       | 90+2' |     |
| LB               | 18 | Jordi Alba            |       |     |
| DM               | 5  | Sergio Busquets       | 16'   |     |
| CM               | 12 | Rafinha               |       | 46' |
| CM               | 8  | Arthur                |       | 53' |
| RW               | 10 | Lionel Messi (c)      |       |     |
| CF               | 9  | Luis Suárez           |       |     |
| LW               | 11 | Ousmane Dembélé       |       | 86' |
| Substituts:      |    |                       |       |     |
| GK               | 13 | Jasper Cillessen      |       |     |
| DF               | 23 | Samuel Umtiti         |       |     |
| DF               | 27 | Juan Miranda          |       |     |
| MF               | 4  | Ivan Rakitić          |       | 46' |
| MF               | 7  | Philippe Coutinho     |       | 53' |
| MF               | 22 | Arturo Vidal          |       | 86' |
| FW               | 19 | Munir El Haddadi      |       |     |
| Entrenador:      |    |                       |       |     |
| Ernesto Valverde |    |                       |       |     |